# Luci Juni Torquat Silà
Luci Juni Torquat Silà (en llatí Lucius Junius Torquatus Silanus) va ser un magistrat romà fill de Dècim Juni Torquat Silà.
Era quartinet (atnepos) d'August. A causa la mort prematura del seu pare va viure a la casa del jurista Gai Cassi Longí que estava casat amb la seva tia Júnia Lèpida. Per la seva descendència d'August es va fer sospitós a Neró i el 65 va ser acusat junt amb Cassi i Lèpida, de conspiració per assolir l'imperi. Luci a més va ser acusat d'incest amb la seva tia. El van condemnar a desterrament i enviat a Òstia amb la intenció de ser enviat a Naxos, però finalment el van portar a Barium a la Pulla on al cap de poc va ser executat. El nom del mes de juny (junius) va ser canviat per germànic, perquè Junius era el nom de Luci i del seu pare, tots dos suposats conspiradors. Es creu que no va deixar descendència.